# Eredità di Urza
(Radiant, Arcangelo)
Eredità di Urza (Urza's Legacy in inglese) è un'espansione del gioco di carte collezionabili Magic: l'Adunanza, edito da Wizards of the Coast. In vendita in tutto il mondo dal 15 febbraio 1999, è il secondo set di tre del blocco di Urza, che comprende anche Saga di Urza e Destino di Urza.

## Ambientazione
(Multani, stregone maro)
Continua il flashback che racconta la storia del viandante dimensionale Urza, impegnato nella ricerca degli artefatti che lo renderanno in grado di resistere alla imminente invasione phyrexiana di Dominaria.

## Caratteristiche

Il simbolo dell'espansione

Eredità di Urza è composta da 143 carte, stampate a bordo nero, così ripartite:
- per colore: 24 bianche, 24 blu, 24 nere, 24 rosse, 24 verdi, 18 incolori, 5 terre.
- per rarità: 62 comuni, 36 non comuni e 45 rare.

Il simbolo dell'espansione è un martello, e si presenta nei consueti tre colori a seconda della rarità: nero per le comuni, argento per le non comuni, e oro per le rare.
Eredità di Urza è disponibile in bustine da 15 carte casuali e in 4 mazzi tematici precostituiti da 60 carte ciascuno:
- Time Drain (verde/blu)
- Phyrexian Assault (nero/rosso)
- Crusher (verde/bianco)
- Radiant's Revenge (bianco/blu)

Eredità di Urza fu presentata in tutto il mondo durante i tornei di prerelease il 6 febbraio 1999, in quell'occasione venne distribuita una speciale carta olografica promozionale: la creatura artefatto Bestia da Soma.
A partire da Eredità di Urza, tutte le carte dei normali set di espansione e dei set base vengono stampate in due versioni: una normale e una foil. Le carte cosiddette foil vengono stampate con una speciale tecnica olografica che le rende cangianti quando colpite dalla luce, queste carte vengono inserite casualmente nelle normali bustine del gioco, e sono utilizzabili nelle partite come le carte normali, in quanto il retro dei due tipi di carta è identico. Sono piuttosto rare e di conseguenza una carta foil ha un valore molto più alto della propria versione normale sul mercato secondario.

### Ristampe
Nel set sono state ristampate le seguenti carte da espansioni precedenti:
- Inversione Benedetta (dal set introduttivo Portal)
- Ascia di Lava (dai set introduttivi Portal e Portal Seconda Era)
- Lupo Solitario (dal set introduttivi Portal Seconda Era)

## Novità
Eredità di Urza non propone nuove abilità ma sviluppa quelle già introdotte nel set precedente, come Eco e Ciclo.